# 羅聘

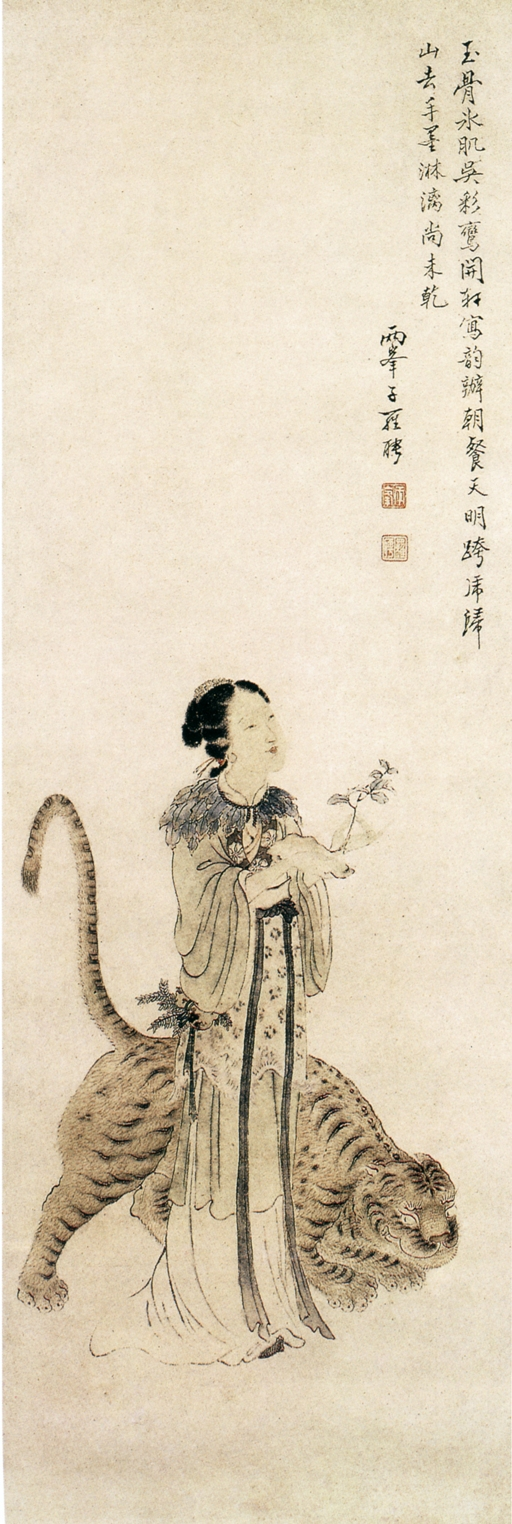
羅聘所作之圖

罗聘（1733年—1799年）。字遯夫，號兩峰，又號花之寺僧、衣雲、衣雲道人、衣雲和尚、金牛山人、蓼洲漁父、師蓮老人、人日生人、老铁、阿喜、喜道人、竹叟、却尘居士等，祖籍安徽歙縣，後移居江蘇甘泉（今江都），清代畫家。揚州八怪之一。

## 生平
出身於詩禮之家，幼年喪父，家道中落，後跟隨金農學畫，工於人物、佛像、山水畫，專為富豪之家畫像。乾隆四十四年（1779年）羅聘到南京賣畫，認識袁枚。
三度北上，居京师前后十数年。与进士书法家翁方纲交往密切。
著《香葉草堂詩存》（翁方纲序）。

## 轶事
眼珠是藍色，自稱有陰陽眼，在北京的時候，以《鬼趣圖》轟動當時文壇。

## 家族
妻方婉儀，号白莲居士，亦工梅竹兰石，子羅允紹、羅允纘，皆善畫梅，時稱“罗家梅派”。

## 遗迹
今为位于江苏省扬州市广陵区的罗聘宅，为江苏省文物保护单位。